# Nedusia acalis
Nedusia acalis är en fjärilsart som beskrevs av Felder och Alois Friedrich Rogenhofer 1875. Nedusia acalis ingår i släktet Nedusia och familjen Uraniidae. Inga underarter finns listade i Catalogue of Life.